# Mogens Frey Jensen
Mogens Frey Jensen (Glostrup, 2 juli 1941) is een Deens voormalig wielrenner die vooral op de baan actief is geweest. 
Jensen won tijdens de Olympische Zomerspelen 1968 samen met zijn ploeggenoten de gouden medaille op de ploegenachtervolging, op de individuele achtervolging won hij de zilveren medaille. In 1968 werd Jensen wereldkampioen op de achtervolging.

## Resultaten
| Jaar | WK            | Olympische Zomerspelen               |
| ---- | ------------- | ------------------------------------ |
| 1967 | achtervolging |                                      |
| 1968 | achtervolging | ploegenachtervolging · achtervolging |

1908: Jones, Kingsbury, Meredith, Payne ·
1920: Magnani, Carli, Ferrario, Giorgetti ·
1924: De Martini, Dinale, Menegazzi, Zucchetti ·
1928: Facciani, Gaioni, Lusiani, Tasselli ·
1932: Pedretti, Borsari, Cimatti, Ghilardi ·
1936: Nizerhy, Charpentier, Goujon, Lapébie ·
1948: Decanali, Adam, Blusson, Coste ·
1952: Morettini, Campana, de Rossi, Messina ·
1956: Gasparella, Domenicali, Faggin, Gandini ·
1960: Vigna, Arienti, Testa, Vallotto ·
1964: Streng, Claesges, Henrichs, Link ·
1968: Lyngemark, Olsen, Asmussen, Jensen ·
1972: Schumacher, Colombo, Haritz, Hempel ·
1976: Vonhof, Braun, Lutz, Schumacher ·
1980: Manakov, Movtsjan, Ossokin, Petrakov ·
1984: Grenda, Turtur, Nichols, Woods ·
1988: Jekimov, Kasputis, Neljoebin, Oemaras ·
1992: Fulst, Glöckner, Lehmann, Steinweg ·
1996: Capelle, Ermenault, Monin, Moreau ·
2000: Fulst, Bartko, Becke, Lehmann ·
2004: Brown, McGee, Lancaster, Roberts ·
2008: Clancy, Manning, Thomas, Wiggins · 
2012: Burke, Clancy, Kennaugh, Thomas · 
2016: Burke, Clancy, Doull, Wiggins · 
2020: Consonni, Ganna, Lamon, Milan · 
2024:  Bleddyn, Welsford, Leahy, O'Brien
Wielerploegen van Mogens Frey Jensen
Abrahamian ·
Aimar ·
Bellone · 
Billard ·
Brouwer (tot 15/04) ·
Catieau · 
Dewaele ·
Jensen (tot 31/03) ·
Graczyk ·
B. Guyot · 
C. Guyot ·
Heintz ·
Hendrickx ·
Hoban ·
Jansen ·
Lapébie ·
Mintkiewicz · 
Ravaleu ·
Rébillard ·
Ricci ·

Riotte ·
Teirlinck ·
Theillière ·
Van de Gehuchte ·
Van Impe ·
Wilhelm